# Lepthyphantes carlittensis
Lepthyphantes carlittensis là một loài nhện trong họ Linyphiidae.
Loài này thuộc chi Lepthyphantes. Lepthyphantes carlittensis được J. Denis miêu tả năm 1952.